# Tauron Re-Plast Unia Oświęcim
Tauron Re-Plast Unia Oświęcim je profesionální polský hokejový klub. Byl založen v roce 1946.

## Úspěchy
- Mistr Polské ligy: 1992, 1998, 1999, 2000, 2001, 2002, 2003, 2004, 2024
- Vítěz 1. polské národní hokejové ligy: 1986, 1987, 2009

## Historické názvy
- 1958 – KS Unia Oświęcim (Klub Sportowy Oświęcim)
- 1999 – Dwory S. S. A. Unia Oświęcim
- 2006 – TH Unia Oświęcim (Towarzystwo Hokejowe Unia Oświęcim)
- 2009 – Aksam Unia Oświęcim
- 2014 – TH Unia Oświęcim (Towarzystwo Hokejowe Unia Oświęcim)
- 2016 – KS Unia Oświęcim (Klub Sportowy Oświęcim)
- 2019 – Re-Plast Unia Oświęcim
- 2022 – Tauron Re-Plast Unia Oświęcim